# گوردون داگلاس (کارگردان)
گوردون داگلاس (انگلیسی: Gordon Douglas؛ ‏ ۱۵ دسامبر ۱۹۰۷ – ۲۹ سپتامبر ۱۹۹۳) بازیگر و کارگردان اهل ایالات متحده آمریکا بود.
از فیلم‌هایی که وی در آن نقش داشته‌است، می‌توان به همه چیز را اعتراف کن، پیامدهای کارهای گذشته، ژنرال اسپنکی و ما را ببخشید اشاره کرد.